# Albay
Albay és una província de les Filipines situada a la regió de Bicol a l'illa de Luzon. La capital és la ciutat de Legazpi i el territori limita amb la província de Camarines Sud, al nord i amb Sorsogon, al sud. També al nord-est se troba el golf de Lagonoy, formant part del mar de les Filipines, i al sud-oest el pas de Burias.
El mont Mayon és el símbol més destacat de la província. Es tracta d'un volcà actiu que està a quinze quilòmetres al sud de la ciutat de Legazpi.

## La població
Segons el darrer cens d'agost de 2007, Albay té una població total d'1.190.823 d'habitants, el que la converteix en la 22a província més poblada del país. Hi ha 208.640 habitatges a la província, habitats per una mitja de 5,22 persones, significativament superior a la mitja nacional de 4,99.
El bicolà és el principal idioma parlat a Albay, en ser una part de la regió de Bicol. Existeixen altres dialectes parlats a la província, com l'antic bicolà, el daraguenyo, el legazpenyo o albaià, el oasno i altres menors. Els parlars de les zones costaneres de la província són similars als que es parlen a Camarines Sud, mentre que els utilitzats més a l'interior són semblants entre ells, però diferents significativament dels de la costa. La majoria dels habitants també utilitzen el tagalo i l'anglés.

## Economia

### Les indústries tradicionals
L'agricultura és la indústria principal a Albay, que produeix cultius com el coco, l'arròs, el sucre i l'abacà. Les indústries forestals i papereres són una altra important font d'ingressos. La fabricació de productes d'abacà, com el cànem de Manila, barrets, tapets, sabatilles, etc. és una de les principals fonts d'ingressos a les zones rurals. La pesca es realitza també al llarg d'ambdues costes de la província. El turisme, principalment a causa de volcà Mayon, també incrementa de manera notable els ingressos d'Albay.

### Indústries pesants
Del total de 6.369 establiments de fabricació de diferents mides a la regió de Bicol, el 48,6% es troben a Albay. Als principals polígons indústrials a Tiwi i Manito tenen plantes d'energia geotèrmica, a Camalig hi ha fàbrica de ciment, a Daraga està la Isarog Pulp and Paper Company, a la ciutat de Legazpi la “Bicol Cabello” i la “Legaspi Oil Company” i altres dues grans plantes de molta per a l'extracció de l'oli de coco.

## Transport
Albay és també el principal punt de transbord amb els seus ports: Tabaco Internacional, Nacional de Legazpi, Pio Duran Provincial, i el Port Regional de Pantao (iniciat el 2003). La capital Legazpi també té el seu propi aeroport nacional que aspira a servir els vols internacionals en un futur pròxim, i que és l'enllaç amb Manila i les Visayas.

## Història
Albay i la seua rodalia eren conegudes com a Ibalon quan Juan de Salcedo i 120 soldats l'exploraren el 1573. Sawangan, un xicotet assentament a un manglar, es va convertir en un poble anomenat Albay (que significa "de la badia") el 1616. La ciutat fou rebatejada com a Legazpi, quan Albay va passar a referir-se a la província. El 1649, els nadius es rebel·laren a Caviteen contra la seua contractació per a la construcció de galeons. El 1814, el volcà Mayon va esclatar, causant la mort de 1.200 persones i soterrant la ciutat de Cagsawa. Durant els primers anys del segle xix, l'envíament de corda de cànem es va convertir en la principal font de riquesa.
El 1846, les illes de Masbate, Ticao i Burias foren separades d'Albay per a formar la comandància de Masbate. Albay es divideix en quatre districtes: Iraya, Cordillera o Tabaco, Sorsogon i Catanduanes. El 1894, Sorsogon es converteix en una província separada i Catanduanes el 1945. La província fou creada el 10 de març del 1917, anys després de la independència d'Espanya. Per la seua participació activa a les relacions entre l'estat espanyol i el territori filipí el polític Pedro de Govantes y Azcárraga va rebre a Espanya el títol honorífic de Comte d'Albay.
El 1942, les forces imperials japoneses invadiren Albay durant la Segona Guerra Mundial. Tres anys després, l'acció conjunta dels guerrillers filipins i les tropes estatunidenques va aconseguir la liberalització de la zona.

## Geografia

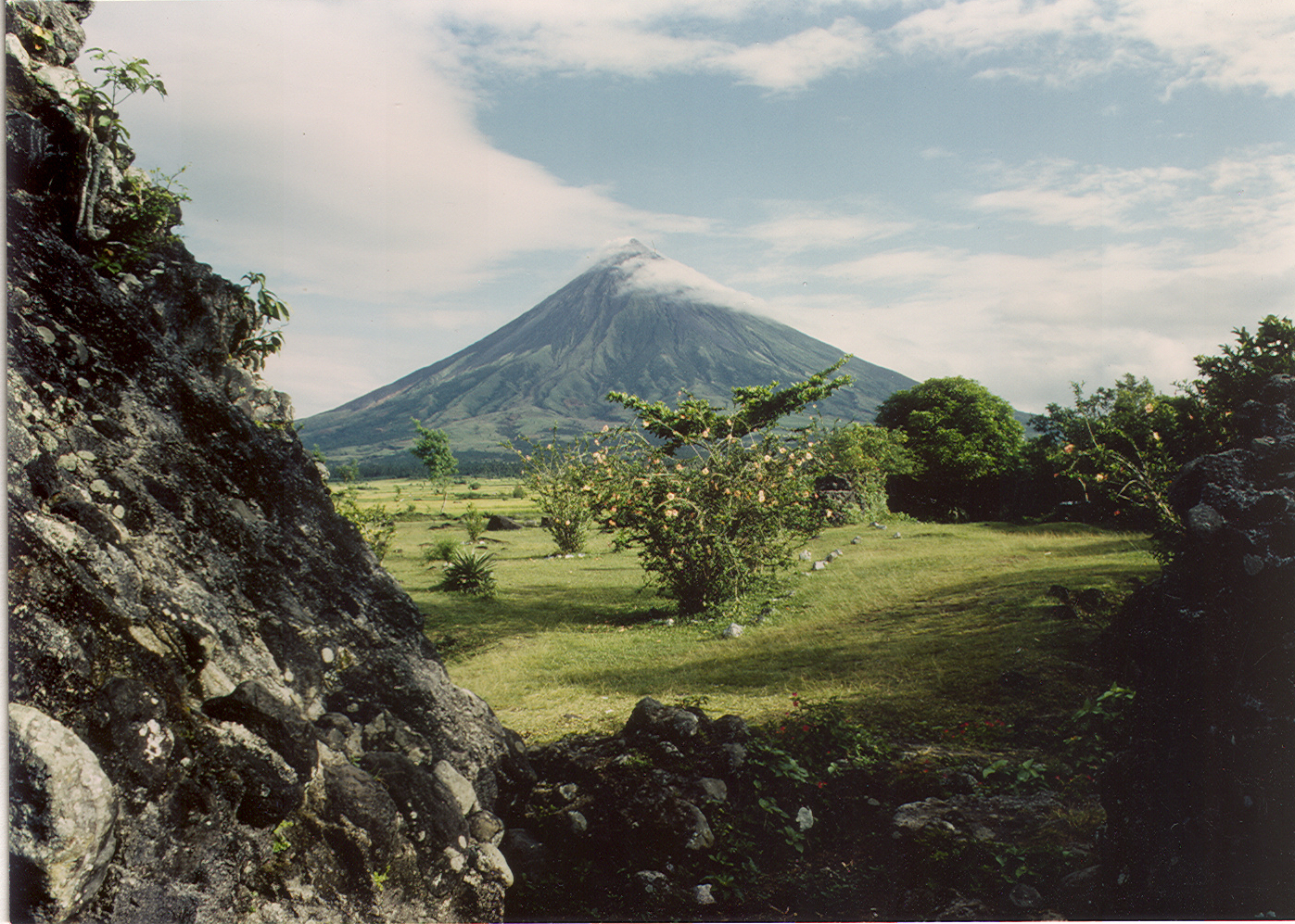
Panorama del mont Mayon des de la vall.

El volcà Mayon durant l'erupció del 1984 Albay té una superfície total de 2.552,6 quilòmetres quadrats, que la fan la 26a província més xicoteta. La majoria de la província es troba al territori continental de la península de Bicol i té quatre grans illes a l'est: Rapu-Rapu, Batan (part de Rapu-Rapu), Cagraray (part de Bacacay), San Miguel (part de la ciutat de Tabaco). El golf de Lagonoy al nord-est, la separa de la provincia de Catanduanes. L'illa de Burias a la província de Masbate, es pot trobar al sud-oest a través del pas de Burias.
La província és majoritàriament muntanyosa, amb valls disperses i fèrtils planures. El volcà Mayon, (2460 metres), constitueix el seu panorama paisatgístic més famós i és considerat per molts com més bonic que el mont Fuji al Japó. Altres muntanyes i volcans a la província són Catburawan, Masaraga, Malinao i Pantao. A Tiwi hi ha un balneari tradicional d'aigües termals i són famoses igualment les coves de cristals de Hoyophoyopan i les llacunes de fang de Naglambong. La província d'Albay es subdivideix en 15 municipis i tres ciutats. Tres d'ells, Polangui, Daraga, i Guinobatan es classifiquen com municipis de primera classe. Abans de'aconseguir la categoria de ciutat, Tabaco també era un d'ells.